# Aglaja Iljinitschna Schilowskaja
Aglaja Iljinitschna Schilowskaja (russisch Агла́я Ильи́нична Шило́вская; * 2. Januar 1993 in Moskau) ist eine russische Musicaldarstellerin, Schauspielerin und Sängerin.

## Leben
Schilowskaja ist die Tochter des Regisseurs Ilja Schilowski und der Philologin Swetlana Schilowskaja. Ihr Großvater ist der russische Theater- und Filmschauspieler sowie Filmregisseur Wsewolod Nikolajewitsch Schilowski, ein ehemaliger Volkskünstler der RSFSR. Im Alter von vier Jahren hatte sie erste kleinere Rollen in verschiedenen Theaterstücken. Sie besuchte von Januar 1998 bis Dezember 2008 die Moskauer staatliche Bildungseinrichtung Bildungszentrum Nr. 686. In der Schule erhielt sie erstmals Schauspielunterricht. Nach ihrem Schulabschluss besuchte sie ab 2008 die Schtschukin-Theaterhochschule in dem Fachbereich Musiktheaterkünste, die sie 2013 erfolgreich abschloss. Am 3. Oktober 2014 nahm sie an der russischen Ausgabe der Castingshow The Voice teil, konnte die Jury allerdings von ihrer Interpretation des Liedes The House of the Rising Sun nicht überzeugen. Seit 2019 moderiert sie die Castingshow Голос. Дети, vergleichbar mit The Voice Kids.
Ab 2010 begann sie mit Stücken für das Moscow Operetta State Academic Theatre. Im selben Jahr feierte sie ihr Filmschauspieldebüt im Spielfilm In Jazz Style. Es folgten Besetzungen in verschiedenen Filmen oder Fernsehserien. 2017 übernahm sie die weibliche Hauptrolle in Fürst der Finsternis.

## Filmografie
- 2010: In Jazz Style (V stile jazz/В стиле jazz)
- 2011: Lekarstvo dlya babushki (Лекарство для бабушки) (Mini-Serie, 4 Episoden)
- 2012: Familie und andere Katastrophen (Moya bezumnaya semya/Моя безумная семья)
- 2012: How to Get to the Library? (Kak proyti v biblioteku?/Как пройти в библиотеку?) (Fernsehfilm)
- 2012: Nyanki (Няньки)
- 2014: Proshchay, lyubimaya! (Прощай, любимая...) (Fernsehserie)
- 2016: Sneakers (Ke-dy/Ке-ды)
- 2016: Medsestra (Fernsehserie)
- 2017: Fürst der Finsternis (Vurdalaki/Вурдалаки)
- 2018: Two Shores (Dva berega/Два берега) (Fernsehserie)
- 2019: Where Truth Lies (Skazhi pravdu/Скажи правду) (Fernsehserie, 8 Episoden)